# Klub Bullingdona

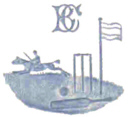
Znak Klubu Bullingdona

Bullingdon Club (Klub Bullingdonu) – elitarny klub towarzyski działający na Uniwersytecie Oksfordzkim. Klub nie ma stałej siedziby. Zyskał rozgłos ze względu na zamożność swych członków oraz urządzane przez nich huczne biesiady. Członkostwo klubu uzyskać można wyłącznie w drodze zaproszenia przez osobę już będącą jego członkiem; wiąże się ono ze znacznymi kosztami, ze względu na obowiązek zakupu klubowego munduru i partycypacji w kosztach wystawnych biesiad i naprawy wyrządzanych przy tej okazji szkód.

## Historia
Klub został założony ponad 200 lat temu. Niektóre źródła podają, że powstał w 1780 roku i liczył w momencie powstania trzydziestu członków, natomiast w roku 1875 uważany był za “starą oksfordzką instytucję, z wieloma pięknymi tradycjami“. Początkowo klub stanowił forum dla studentów zainteresowanych łowiectwem i krykietem.
Od końca XIX wieku do czasów współczesnych aktywność członków Klubu koncentruje się na wspólnych biesiadach. W swych pamiętnikach wicehrabia Walter Long wspomina, że w 1875 „rozgrywki krykieta urządzane przez the Bullingdon Club były zdarzeniem częstym i rozegrano wiele dobrych meczów z innymi, grającymi gościnnie, klubami. Klubowe obiady dawały okazję do spektakularnego wyrażenia swego żywiołowego usposobienia, a towarzyszyła im konsumpcja znaczących ilości tego, co w życiu dobre – sprawiając częstokroć, że powrót do Oksfordu stanowił przeżycie wyjątkowej natury”.
Raport z roku 1876 relacjonował, że wśród zajęć członków klubu „krykiet miał znaczenie drugorzędne wobec obiadów oraz że mężczyźni należeli przede wszystkim do klasy ludzi  majętnych”. W relacji „The New York Times” z 1913 roku, „Bullingdon jest koronnym wyrazem elitaryzmu istniejącego na Oksfordzie; jest to klub dla synów szlachty, synów wielkich fortun; członkostwo w nim to wyraz przynależności do „błękitnokrwistych” tego uniwersytetu”. Do klubu należał także hrabia Alfred Potocki, ostatni ordynat na Łańcucie.  

## Klub współcześnie

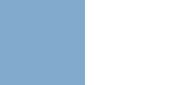
Barwy Klubu Bullingdona

Aktualnie The Bullingdon Club to przede wszystkim klub biesiadny, chociaż przetrwały również pewne ślady jego tradycji sportowych – klub sprawuje patronat nad corocznym konkursem skoków konnych przez przeszkody. Przewodniczący klubu, określany mianem „generała”, wręcza puchar zwycięzcy zawodów, a członkowie klubu spotykają się wówczas na śniadaniu z szampanem. Organizowany jest także coroczny obiad. Na każdą z powyższych okazji zapraszani są goście spoza klubu. W ciągu roku organizacja urządza kameralne spotkania, podczas których odbywa się inicjacja nowych członków. Głosowanie w sprawie przyjęcia do klubu ma miejsce dwa razy do roku. „Starzy” klubowicze robią wówczas tzw. nalot na lokum nowo wybranych kolegów, jako symbol ich akceptacji w poczet członków. Czasami skutkiem wizyt są znaczące zniszczenia w odwiedzonych mieszkaniach.
Za typowy sposób organizowania spotkań Klubu Bullingdona uważa się zamówienie przez jego członków sali w restauracji pod zmyślonym nazwiskiem – większość restauratorów zna reputację klubu i obawia się możliwości wyrządzenia zniszczeń podczas biesiady. Przebieg spotkań zależy jednak w dużej mierze od bieżącego składu osobowego organizacji, a szkody czynione przez bullingdończyków bywały zarówno wynikiem umyślnych aktów wandalizmu, jak i skutkiem ubocznym intensywnego, wielogodzinnego biesiadowania i związanej z tym konsumpcji.

## Reputacja klubu i kontrowersje
Postrzeganie klubu przez brytyjską opinię publiczną jest w dużej mierze wynikiem licznych doniesień o incydentach dotyczących klubu, jakie miały miejsce na przestrzeni wielu dziesięcioleci. Rozgłos zyskały m.in. wydarzenia z 12 maja 1894 roku, kiedy to członkowie Bullingdonu po odbytej biesiadzie wytłukli prawie całe oświetlenie wewnętrzne, 468 okien oraz zniszczyli okiennice i drzwi budynku Peckwater Quadrangle w oksfordzkim kolegium Kościoła Chrystusa (Christ Church). Do podobnych wydarzeń doszło 20 lutego 1927, kiedy bullindgończycy ponownie zdewastowali ten sam budynek oraz kilka autobusów. W wyniku tych wydarzeń uniwersytet zakazał klubowi organizowania spotkań w promieniu 15 mil od Oxfordu.
Jako ówczesny książę Walii, Edward VIII, miał pewne trudności z uzyskaniem zgody rodziców na wstąpienie do Klubu Bullingdonu ze względu na złą sławę tej organizacji. Zgodę ostatecznie otrzymał, pod tym jednak warunkiem, że nigdy nie będzie uczestniczył w tzw. „bullingdonowskim zalewaniu” (ang. a Bullingdon blind), co było używanym wówczas eufemizmem określającym spotkania klubu przy alkoholu i muzyce. Królowa Maria, dowiedziawszy się, że książę pewnego wieczoru jednak złamał ten warunek, wysłała mu telegram żądając wystąpienia z organizacji.
Andrew Gimson, autor biografii Borisa Johnsona, tak relacjonował działalność klubu w latach 80. XX wieku: „Nie sądzę, aby chociaż jeden wieczór mógł upłynąć bez zdemolowania jakiejś restauracji i zapłacenia za wyrządzone szkody, bardzo często gotówką. […] Noc w areszcie uchodziła za zachowanie godne bullingdończyków, podobnie jak proceder ściągania spodni [ang. debagging] każdemu, kto ich zdenerwował”.
W ostatnich latach działalność klubu była stosunkowo spokojna i nie wzbudzała aż tak dużych kontrowersji, jak wcześniej. Jednak w roku 2005, po zdemolowaniu podczas obiadu XV-wiecznego pubu w hrabstwie Oxfordshire, czterech członków zostało aresztowanych, co odbiło się szerokim echem w prasie brytyjskiej.
The Bullingdon Club stał się nawet przedmiotem debaty w brytyjskiej Izbie Gmin, jako jeden z przykładów nieobyczajnego zachowania w tamtejszym społeczeństwie, a także jako polityczny przytyk pod adresem prominentnych brytyjskich parlamentarzystów, którzy w przeszłości do niego należeli: premiera Davida Camerona, kanclerza skarbu George’a Osborne’a, a także burmistrza Londynu i premiera Borisa Johnsona.
Członkiem klubu w latach 80., w czasie studiów licencjackich na Oksfordzie, był Radosław Sikorski.